# Социалистическая рабочая партия (Швейцария)
Социалистическая рабочая партия (нем. Sozialistische Arbeiterpartei (SAP), позже Sozialistische ArbeiterInnenpartei, фр. Parti Socialiste Ouvrier (PSO), итал. Partito socialista dei lavoratori (PSL)), с 1974 года швейцарская секция троцкистского Четвёртого Интернационала. Создана в 1969 году как Революционная марксистская лига (немец. Revolutionären Marxistischen Liga (RML), франц. Ligue Marxiste Révolutionnaire (LMR)). Итоговое название получила в 1980 году.

## Революционная марксистская лига
Революционная марксистская лига возникла осенью 1969 года в Лозанне как троцкистский откол от Народной и рабочей партии и в основном пользовалась поддержкой учащихся и студенческих кругов. Вместе с Прогрессивными организациями Швейцарии и Автономной социалистической партией она была одной из основных групп новых левых, которые — в отличие от традиционных левых партий — активно занималась внепарламентской работой. Наибольшей численности партия достигла в 1975 году, когда она насчитывала около 500 членов, из них около 150 в кантоне Во.

## Переименование и роспуск
После переименования в 1980 году партия начала постепенно отходить от троцкизма. Признаки замедления появились примерно в 1985 году, а последний съезд состоялся в 1987 году. Тогда же партия как на национальном, так и кантональном уровне фактически растворилась в движении Зелёной альтернативы. В 1991 году СРП была распущена, и часть членов организации образовали SolidaritéS (Романдия), Социалистическую зелёную альтернативу (Цуг) и Социалистическую альтернативу/Солидарность (Базель).
РМЛ и позже СРП издавали газеты La Brèche (на французском языке, ежемесячная, затем двухнедельная, 1969—1994), Bresche (на немецком языке, 1971—1994), Rosso (на итальянском языке, 1973—1994) и Rojo (на испанском языке).